# Kirchberg (Gemeinde Maria Lankowitz)
Kirchberg ist eine Ortschaft mit 201 Einwohnern (Stand: 1. Jänner 2024) und Katastralgemeinde von Maria Lankowitz in der Weststeiermark in Österreich.
Es gibt lediglich eine Straße, welche den Namen Kirchbergstraße trägt. In der Ortschaft befindet sich die Filialkirche St. Johann am Kirchberg.